# مدی تامپسون
مدی تامپسون (انگلیسی: Maddie Thompson؛ زادهٔ ۲۴ آوریل ۱۹۹۱) بازیکن فوتبال اهل ایالات متحده آمریکا است.
از باشگاه‌هایی که در آن بازی کرده‌است می‌توان به اسکای بلو اف‌سی اشاره کرد.